# Kalembe Lembe
Kalembe Lembe er en dansk dokumentarfilm fra 1972, der er instrueret af Svend Aage Lorentz.

## Handling
En film om det sygdomsbekæmpende hjælpearbejde, som Røde Kors i Zaire (nuværende DR. Congo) forsøger at etablere på en polioklinik i Kalembe Lembe.